# Народна психологія
Народна психологія — людська здатність пояснити і передбачити поведінку і психічний стан інших людей, часто загальними лінгвістичними термінами, на відміну від технічної або наукової мови. Вона складається з безлічі загальних припущень і уявлень, які часто знаходяться в фоновому режимі наших операцій. Традиційно, народна психологія зосереджена на тому, як звичайні люди без формального навчання в різних академічних областях науки, тлумачать різні психічні стани. Вона містить всі припущення, що стосуються відносин в умовах людської поведінки, психічних станів і навколишнього середовища. Народна психологія часто має значну роль в наших відносинах з іншими людьми, поясненнями і передбаченнями поведінки інших людей. Народну психологію можна порівняти з народною медициною.

## Ключові поняття

### Навмисність
Сприймаючи, пояснюючи або критикуючи поведінку людини, люди розрізняють навмисні та ненавмисні дії. Оцінка дії як результату цілеспрямованої дії або випадкових обставин є однією з ключових детермінант соціальної взаємодії. Інші — це умови навколишнього середовища або передкогнітивні питання. Наприклад, критичне зауваження, яке вважається навмисним з боку одержувача повідомлення, можна розглядати як образу. І навпаки, якщо це зауваження вважатиметься ненавмисним, те саме зауваження можна відхилити та пробачити.
Народне поняття навмисності застосовується в правовій системі для розрізнення вбивства та ненавмисного вбивства. Він також використовується для розрізнення навмисної та ненавмисної поведінки в кількох видах спорту, де навмисні фоли караються більш суворо, ніж ті, які вважаються ненавмисними. 
Важливість цієї концепції виходить за межі майже всіх аспектів повсякденного життя: емпіричні дослідження в соціальній психології та психології розвитку досліджують роль усвідомленої навмисності як посередника агресії, конфлікту стосунків, судження про відповідальність, звинувачення або покарання.
Нова емпірична література з народної психології показала, що теорії людей щодо навмисних дій включають чотири різні чинники: переконання, бажання, причинно-наслідкові історії та сприятливі фактори. Тут вірування та бажання є центральними змінними, відповідальними за народні теорії наміру. 